# 豐泰地產
豐泰地產投資有限公司，是一間總部設於香港的私募股權地產投資企業，2002年由朱惠德 （Samuel W.T. Chu） 與李啟耀 （Benjamin K.Y. Lee） 共同創立，致力在泛亞地區市場投資及開發住宅、零售、辦公大樓與商業項目，豐泰地產在泛亞地區管理資產達49 億美元 。
豐泰地產投資在台北、東京、新加坡設有分公司。
2017年，豐泰地產以19.9億港元出售觀塘道410號觀點中心。 
2018年10月，豐泰地產以33.8億港元購入會德豐位於將軍澳的三個商場，包括位於唐賢街33號的CAPRI Place、至善街3號的Savannah Place及唐俊街23號的MONTEREY Place，總樓面面積約30萬平方呎。

## 主要業務

### 住宅
- 半山瑧環
- 何文田棗梨雅道3號
- 半山敦皓

### 商業/零售
- 銅鑼灣Cubus[3]
- 銅鑼灣TOWER 535
- 將軍澳CAPRI Place
- 將軍澳Savannah Place
- 將軍澳MONTEREY Place

### 海外物業
- 台北天母星懿[4]
- 台北大台北華城雲端[5][6]
- 台北大台北華城頂峰
- 台北大台北華城富邦豐泰[7]
- 上海靜安區晶品
- 東京千代田內神田 282
- 首爾永登浦區Young City
- 新加坡丹戎巴葛保留區Peck Seah Shophouses
- 雅加達托曼Tomang Residences
- 馬尼拉馬卡蒂Century Spire